# Takeo Miki
Pour les articles homonymes, voir Miki.
Takeo Miki (三木 武夫, Miki Takeo) est un homme d'État japonais né le 17 mars 1907 à Awa (préfecture de Tokushima) et mort le 4 novembre 1988 à Tokyo. Il fut le 41e Premier ministre du Japon entre le 9 décembre 1974 et le 24 décembre 1976.
En 1975, il visite le sanctuaire de Yasukuni.